# Pasqual Frígola Ahís Xacmar i Beltrán
Pasqual Frígola Ahís Xacmar i Beltrán (Atzeneta del Maestrat, 1822 - València, 1893) fou un escriptor i polític valencià, ennoblit com a Baró de Cortes de Pallars el 1858 i de Roaia el 1865. Estava casat amb la germana del marquès de Mirasol i amb ella va tindre quatre fills: María, Matilde, Pascual i Carlos. Morta la seua primera dona, contragué matrimoni en segones núpcies amb Ana María Paulín de la Peña. El seu fil menor, Carles Frígola i Pallavicino, fou periodista i polític.
Políticament conservador, Pasqual Frígola es feu membre del Partit Moderat després del cop d'estat de Leopoldo O'Donnell el 1856 i fou nomenat diputat provincial pel districte de Torrent (Horta Oest). Posteriorment arribà a diputat provincial per Montcada (Horta Nord) el 1858 i 1860 i a diputat a Corts Espanyoles durant els períodes següents: 1857-1858, 1858-1863, 1863-1864, 1864-1865 i 1866-1867. El 1867 fou nomenat senador vitalici, però va cessar amb la Revolució de 1868.
A partir de la fugida d'Isabel II marxà amb ella a París, on es va posar al servei del futur Alfons XII. Quan aquest pujà al tron, el va nomenar director de la Gaceta de Madrid i administrador de la Impremta Nacional, alhora que militava al Partit Conservador en la fracció dirigida per Francisco Romero Robledo.
Fou nomenat president de Lo Rat Penat el 1887-1889 i el 1891-1893, i va idear la batalla de flors de la fira de juliol. Pel que sembla, Frígola ideà la festa després d'una visita a Niça, on quedà impressionat per les festes locals del carnestoltes. Com a escriptor, la seua obra reflecteix una gran varietat de gèneres i temàtiques.

## Obres
- El cazador valenciano (1856)
- Julianito (1875) - Peça teatral còmica.
- El maestro de caló (1874)
- Recuerdos de caza (1876)
- Palo de ciego (1888)
- Costums de la terra (1885?). Subtitulada "Romans de cego". Possiblement fou una obra presentada al certamen de Lo Rat Penat, entitat que premiava anualment poemes sobre els costums populars. Es tracta d'un opuscle d'unes poques pàgines en què Frígola fa una lloança de la terra valenciana, seguint en part els tòpics nostàlgics medievals inspirats pel seu amic i mestre Vicent Boix. Després d'uns versos introductoris sobre el caràcter dels valencians i llurs bons costums, l'autor parla de diverses festivitats, totes relacionades amb els sants més populars de la terra: la tirá de Sant Martí, el dia de Sant Dionís, el de Sant Vicent Màrtir o les celebracions al voltant de Sant Vicent Ferrer, Sant Lluís Bertran o la Mare de Déu dels Desemparats. L'obreta acaba amb una lloança de les velles glòries de la ciutat, amb especial èmfasi en el Tribunal de les Aigües i en escriptors i artistes com Ausiàs March, Teodor Llorente o els germans Benlliure.